# Kanuslalom-Weltmeisterschaften 1959
Die Kanuslalom-Weltmeisterschaften 1959 fanden 1959 in Genf in der Schweiz statt. 

## Ergebnisse

### Einer-Kajak
Männer:
| Platz | Land | Sportler        |
| ----- | ---- | --------------- |
| 1     | GBR  | Paul Farrant    |
| 2     | GDR  | Eberhard Gläser |
| 3     | GDR  | Heinz Bielig    |

Frauen:
| Platz | Land | Sportler        |
| ----- | ---- | --------------- |
| 1     | GER  | Hilde Urbaniak  |
| 2     | GDR  | Anneliese Bauer |
| 3     | GER  | Inge Walthemate |

### Einer-Kajak-Mannschaft
Männer:
| Platz | Land | Sportler                                   |
| ----- | ---- | ------------------------------------------ |
| 1     | GDR  | Günter Möbius Eberhard Gläser Heinz Bielig |
| 2     | TCH  | Vladimír Cibák Jan Para Zdenek Kostal      |
| 3     | GER  | Manfred Vogt Samhuber Vogler               |

Frauen:
| Platz | Land | Sportler                                           |
| ----- | ---- | -------------------------------------------------- |
| 1     | GDR  | Ursula Gläser Elfriede Hugo-Schneider Eva Setzkorn |

### Einer-Canadier
Männer:
| Platz | Land | Sportler           |
| ----- | ---- | ------------------ |
| 1     | TCH  | Vladimír Jirásek   |
| 2     | GDR  | Manfred Schubert   |
| 3     | GDR  | Karl-Heinz Wozniak |

### Einer-Canadier-Mannschaft
Männer:
| Platz | Land | Sportler                                          |
| ----- | ---- | ------------------------------------------------- |
| 1     | TCH  | Luděk Beneš Vaclav Janovsky Vladimír Jirásek      |
| 2     | GDR  | Karl-Heinz Wozniak Gert Kleinert Manfred Schubert |
| 3     | SUI  | Roland Bardet Jean-Claude Tochon Marcel Roth      |

Mixed:
| Platz | Land | Sportler                          |
| ----- | ---- | --------------------------------- |
| 1     | GDR  | Rita Behrend Manfred Merkel       |
| 2     | GDR  | Margitta Tröger Günther Merkel    |
| 3     | GDR  | Ellen Krügel Siegfried Seidelmann |

### Zweier-Canadier
Männer:
| Platz | Land | Sportler                        |
| ----- | ---- | ------------------------------- |
| 1     | GDR  | Dieter Friedrich/Horst Kleinert |
| 2     | TCH  | Václav Havel/Josef Hendrych     |
| 3     | GDR  | Dieter Goethe/Lothar Schubert   |

### Zweier-Canadier-Mannschaft
Männer:
| Platz | Land | Sportler                                                                                      |
| ----- | ---- | --------------------------------------------------------------------------------------------- |
| 1     | GDR  | Dieter Friedrich/Horst Kleinert Dieter Goethe/Lothar Schubert Rudolf Seifert/Manfred Glöckner |
| 2     | TCH  | Václav Havel/Josef Hendrych Zihak/Lansky Horyna/Kny                                           |
| 3     | SUI  | Charles Dussuet/Kadmka Elz/Hiltbrand Pessina/Zürcher                                          |

## Medaillenspiegel
| Platz  | Land                            | Gold | Silber | Bronze | Gesamt |
| ------ | ------------------------------- | ---- | ------ | ------ | ------ |
| 1      | Deutsche Demokratische Republik | 5    | 5      | 4      | 14     |
| 2      | Tschechoslowakei                | 2    | 3      | -      | 5      |
| 3      | Deutschland                     | 1    | -      | 2      | 3      |
| 4      | Vereinigtes Königreich          | 1    | -      | -      | 1      |
| 5      | Schweiz                         | -    | -      | 2      | 2      |
| Gesamt | Gesamt                          | 9    | 8      | 8      | 25     |